# Evangelische Kirche (Leusel)

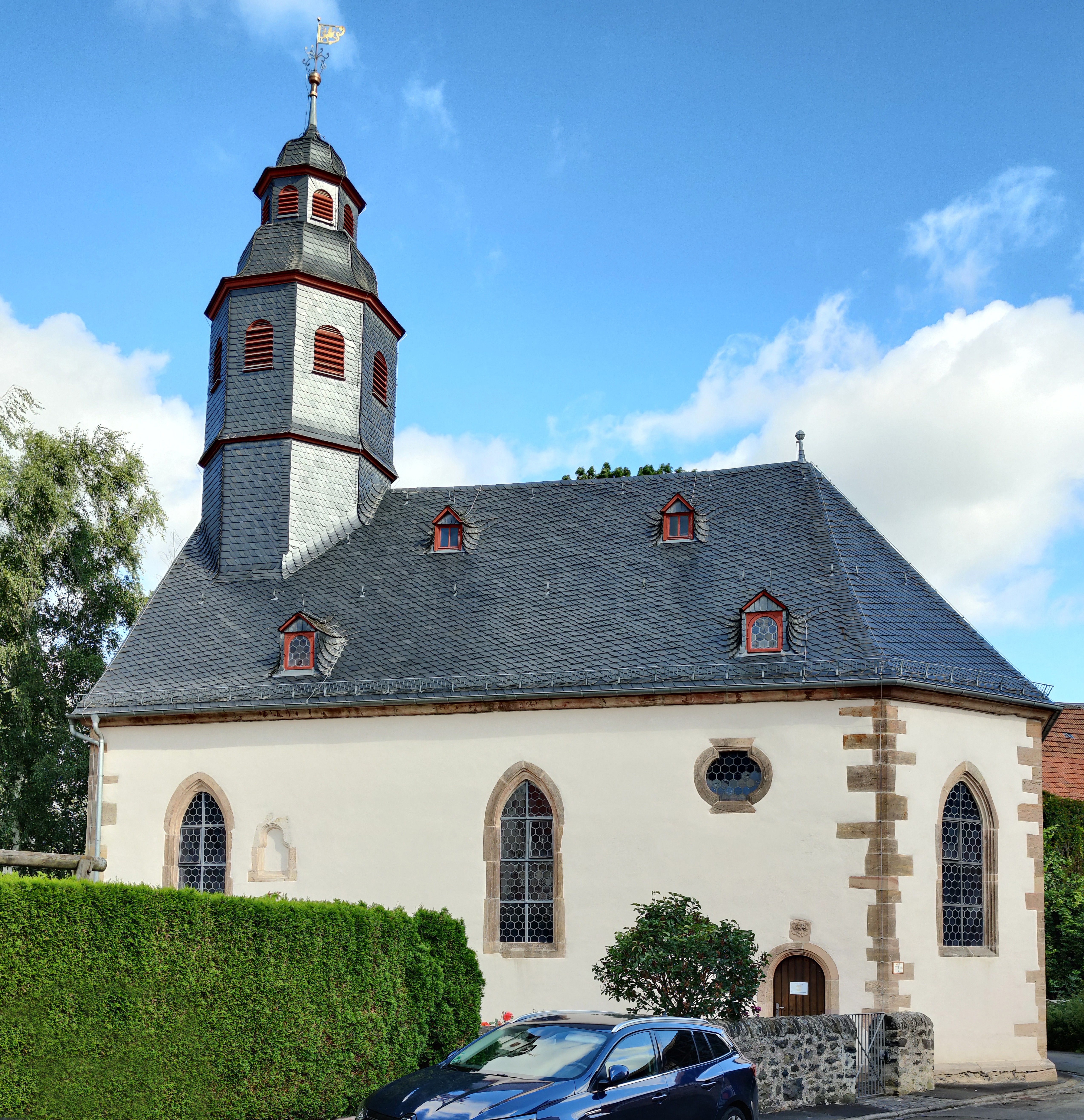
Evangelische Kirche (Leusel)

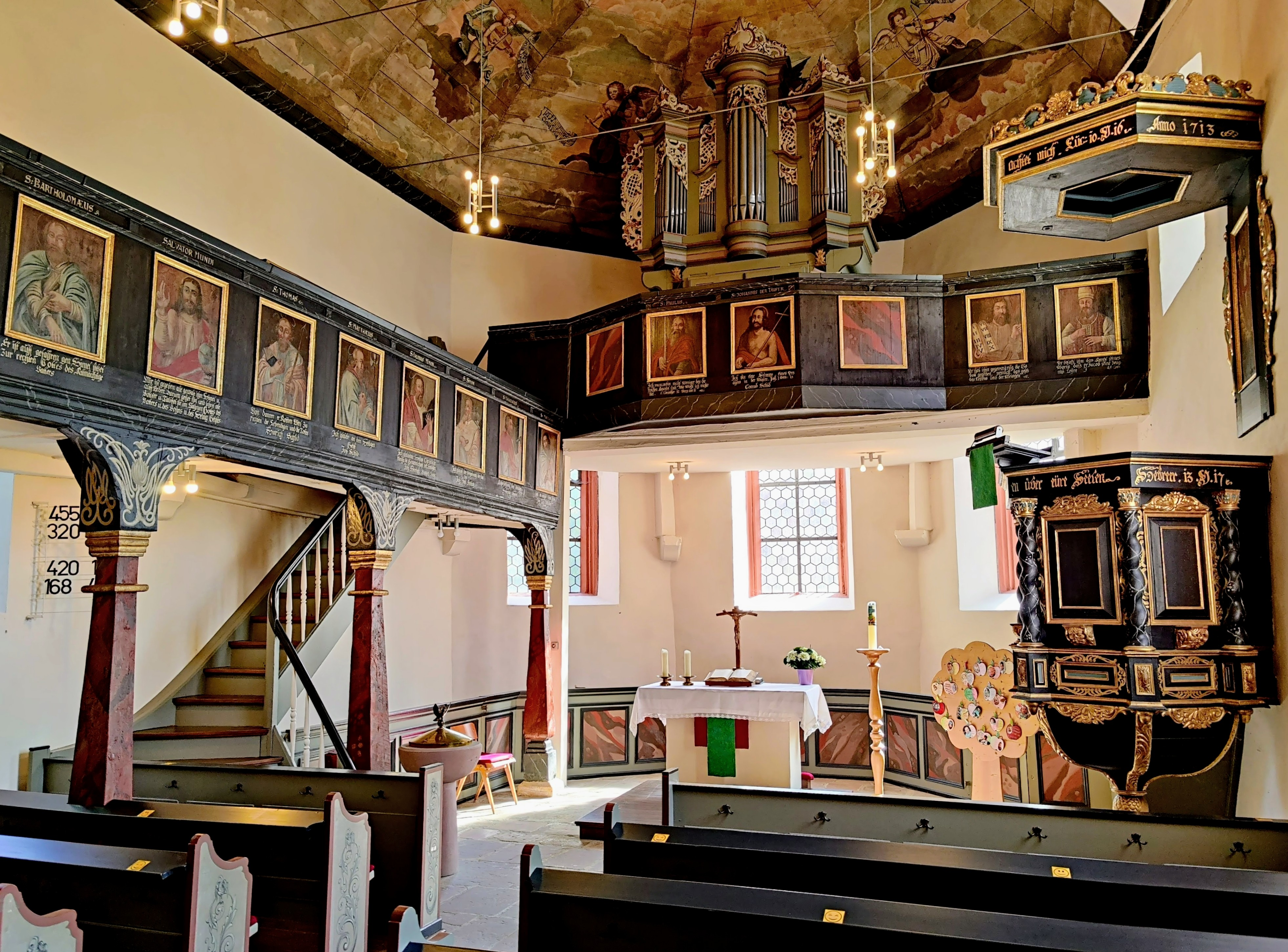
Innenraum (2021)

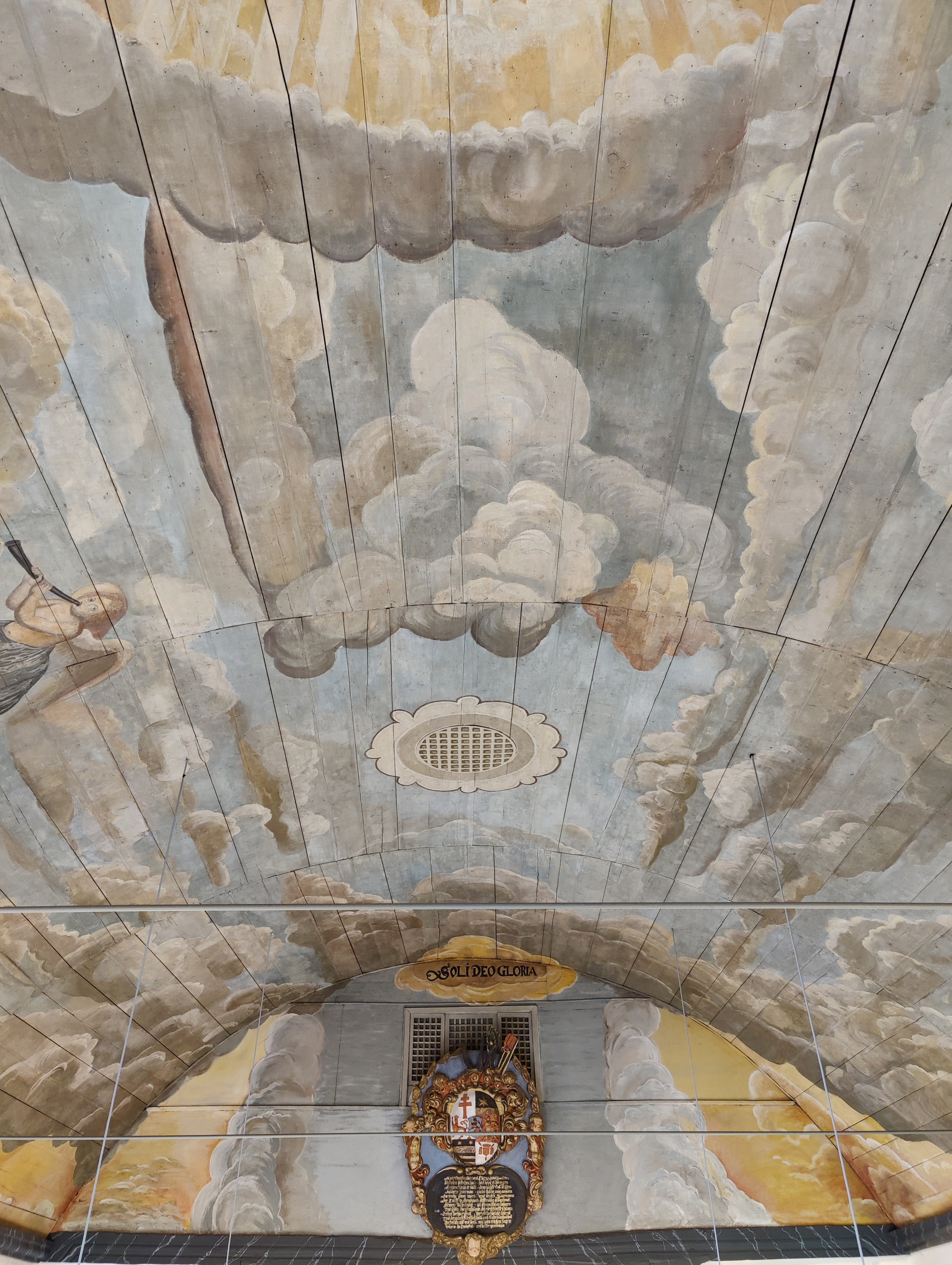
Bemaltes Tonnengewölbe

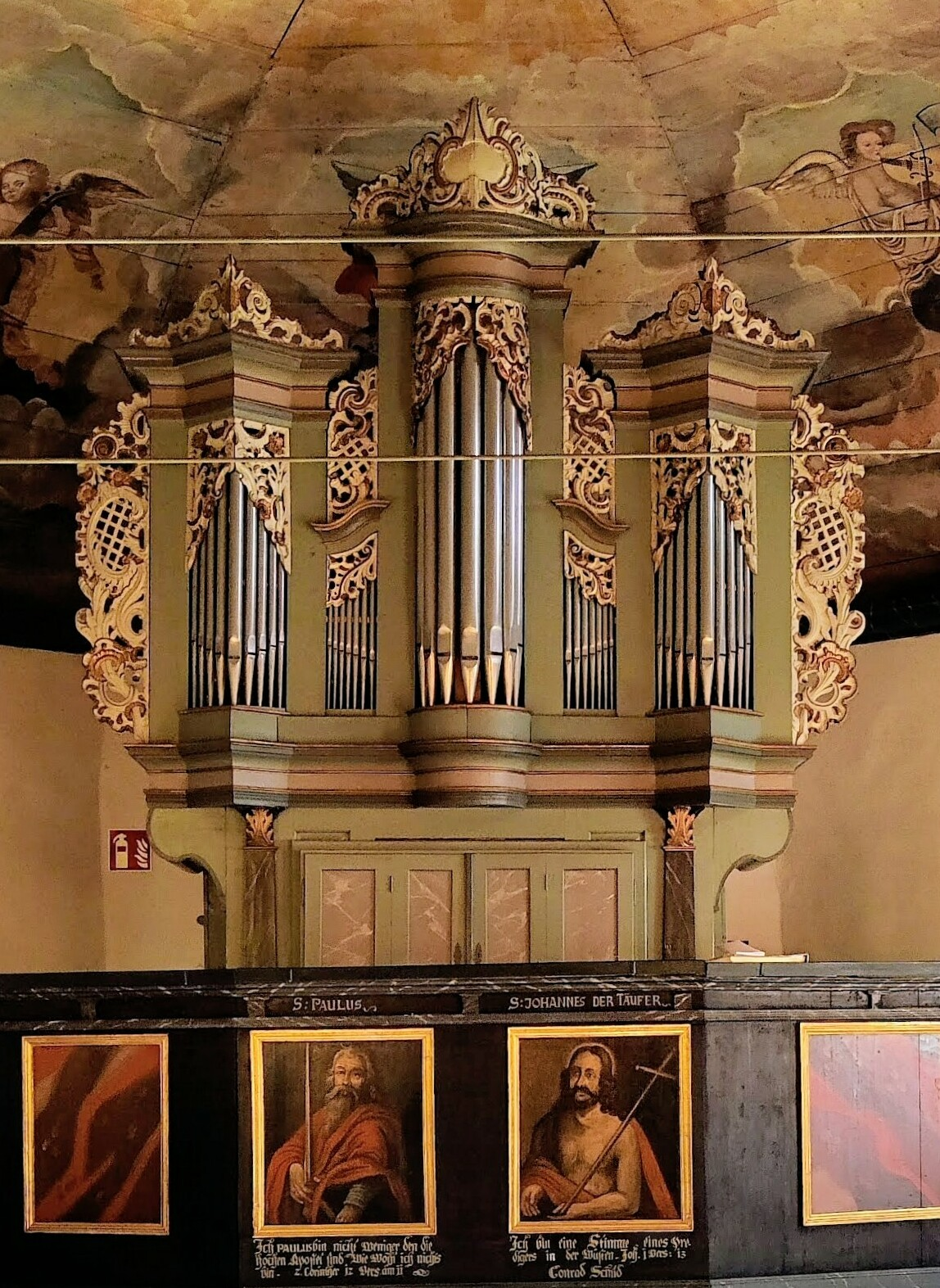
Orgel

Die evangelische Kirche Leusel ist ein denkmalgeschütztes Kirchengebäude, das in Leusel, einem Stadtteil von Alsfeld im Vogelsbergkreis (Hessen), steht. Die Kirchengemeinde gehört zum Dekanat Vogelsberg in der Propstei Oberhessen der Evangelischen Kirche in Hessen und Nassau.

## Beschreibung
Die barocke Saalkirche wurde 1696/97 erbaut. Das Kirchenschiff hat einen dreiseitigen Schluss. Aus dem schiefergedeckten Satteldach erhebt sich im Westen ein achteckiger Dachreiter, hinter dessen Klangarkaden sich der Glockenstuhl befindet. Darauf sitzt eine glockenförmige Haube, die von einer Laterne bekrönt ist. 
Die Struktur des mit einem hölzernen, von Johann Georg Lipp bemalten Tonnengewölbe überspannten Innenraums wird durch die L-förmigen Emporen geprägt, die von insgesamt sechs hölzernen Stützen und neun Konsolen gehalten werden. Die Empore hinter dem Altar, auf der die Orgel steht, ist auf vier Stützen angebracht, die erst auf den Konsolen beginnen. Auf ihrer Brüstung sind in vier Gemälden Paulus, Johannes der Täufer, Moses und Aaron dargestellt. Die von Joachim Lauber 1715 gebaute Kanzel befindet sich an der Südwand. Daneben hängt ein großes Pfarrerbildnis von 1722.

## Orgel
Die Orgel mit neun Registern auf einem Manual und Pedal wurde 1769 von Johann Wolfgang Wiegand gebaut. Die Disposition wurde 1852 von Heinrich Dietz geändert. 1952 und 1974 wurde das Instrument von Förster & Nicolaus Orgelbau restauriert und teilweise umintoniert. Die Disposition lautet:
| Manual C–c3 |       |
| Gedackt     | 8′    |
| Quintadena  | 8′    |
| Gamba       | 8′    |
| Prinzipal   | 4′    |
| Flöte       | 4′    |
| Quinte      | 2 ⁄3′ |
| Oktave      | 2′    |
| Mixtur III  |       |

| Pedal C–c1 |     |
| Subbass    | 16′ |

- Koppeln: Pedalkoppel